# Uclesia antiqua
Uclesia antiqua là một loài ruồi trong họ Tachinidae.